# James Bannerman

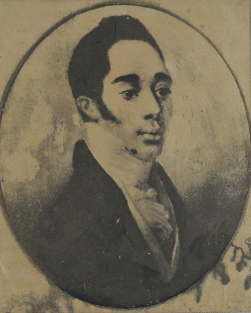
Bannerman (o. J.)

James Bannerman (* 1790; † 12. März 1858) war vom 4. Dezember 1850 bis 14. Oktober 1851 Gouverneur der britischen Goldküste, des heutigen Ghana.
James Bannerman wurde 1790 an der Goldküste geboren, seine Mutter war eine Fanti, sein Vater Schotte. Trotz seines europäischen Vaters hat er selbst sich immer als Afrikaner angesehen, gemäß den Sitten der Akanvölker, zu denen die Fanti zählen. Er erhielt seine Erziehung in England und an der Goldküste, heiratete eine Prinzessin der Aschanti, Yaa Hom, mit der er sechs Kinder hatte.
James Bannerman wurde später der erste Bürgermeister von Accra, und einer seiner Söhne gründete 1861 die Zeitung Accra Herald.